# Beowulf
För filmatiseringar av Beowulf, se Beowulf (film).

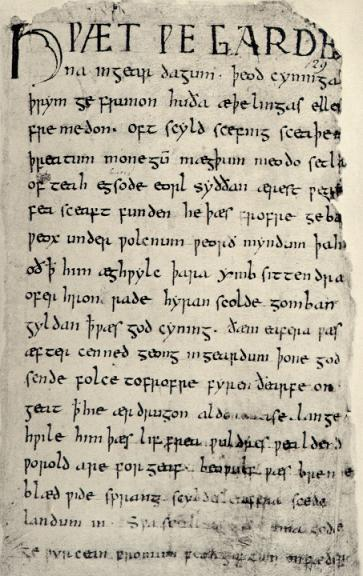
Första sidan av handskriften.

Beowulf (engelska, Beowulf, uttal: /ˈbeɪəwʊlf/) är ett elegiskt, heroiskt epos, skriven på fornengelska, som utspelar sig i södra Skandinavien under folkvandringstiden. Den enda bevarade handskriften är daterad till mellan 975 och 1025, men texten tros av olika språkexperter ursprungligen ha författats vid olika tidpunkter under perioden år 700 till år 1000. Med sina 3 183 rader är det anmärkningsvärt i sin omfattning. Som den enda större överlevande anglosaxiska hjältedikten har verket – trots att det huvudsakligen berör skandinaviska händelser – i England stigit till sådan upphöjdhet att det blivit "Englands nationalepos."
Kvädet utspelar sig i dagens Danmark och södra Sverige. I kvädet kämpar Beowulf, en av geaternas hjältar, mot tre fiender: monstret Grendel, som föröder kungsgården Heorot och dess invånare i Danmark, Grendels moder, och senare i sitt liv (efter att ha återvänt hem och blivit kung) en drake. Beowulf blir dödligt sårad i det slutliga slaget. Efter sin död kremeras han av sina följeslagare och en storhög reses till hans åminnelse.
De över 3 000 raderna är långvers avdelade i två halvverser som i sin tur sammanhålls av stavrim. Formen är således densamma som vissa Eddadikters, dock med skillnaden att sammanfogning i strofer saknas. Kvädet är ett av de äldsta bevarade alstren på fornengelska och betydligt omfångsrikare än det lilla material som är äldre.

## Etymologi
Själva manuskriptet saknar titel, men har uppkallats efter huvudfiguren Beowulf sedan tidigt 1800-tal.
Namnet Beowulf brukar tolkas som bi-varg (urnordiska *Biowulfaz), en kenning för björn (björnen är som en varg för bina). Överfört till nordiska blir det Bjolf eller Bodulf. Bjolf hette en av norrmännen som koloniserade Island, och det finns fortfarande kvar som isländskt mansnamn. En alternativ etymologi är att namnet Beowulf skulle vara en variant av fornengelska Beaduwulf (urnordiska *Baduwulfaz), med betydelsen Stridsvarg och som överlever i det nordiska namnet Bodulf. Möjligen kan detta namn i sin tur kopplas till den fornnordiska sagohjälten Bodvar Bjarke som anses vara litterärt besläktad med Beowulf. Namnet "Bodvar" skulle ursprungligen ha kunnat uttalas "Bodvarg" och således vara synonymt med "Bodulf".[källa behövs]

## Sagans huvudfigur
Beowulfs historiska existens kan, till skillnad från hans kung Hygelac (se nedan) inte bekräftas genom några samtida källor. Enligt dikten skall han ha varit son till Ecgtheow (Eggter), en landsflyktig krigare av sveaätten Waegmundings (av namnet Wägmund, vägbeskyddare). Ecgtheow hade tidigare dödat Heatholaf av den östgötska ätten Wulfings (= Ylfingarna). Eftersom det utkrävdes en skyhög pengagäld för den döde tvingades Ecgtheow lämna svearnas land och mottogs hos Hrothgar, danernas kung. Denne betalade generöst skulden åt honom, och Ecgtheow kunde återvända till svearna om han ville, men bosatte sig för säkerhets skull hos kung Hrethel i Geatland. Där gifte han sig med Hrethels dotter, och de fick sonen Beowulf, som alltså växte upp bland geaterna. När Beowulf var sju "vintrar" blev han kung Hrethels fosterson och fick bo i kungaborgen, kanske för att fadern Ecgtheow dött.[källa behövs]

## Datering
Kvädets tillkomst har daterats till allt från första halvan av 700-talet till samtidigt med den enda handskriftens tillkomst (cirka 1010). Många forskare anser att dikten inte kan ha skrivits under vikingatid utan innan nordmännen attackerade Englands kuster och deras senare invasioner, då kvädets figurer är av samma folkslag som anföll dem. Därför måste verket antingen skrivits före vikingatiden eller under vikingatidens slut, när den daniske kungen Knut den Store regerade i England. Det finns i princip två olika sätt att datera en sådan text. Den första är immanent, den språkvetenskapliga metoden, där man studerar textens språk (stavning, grammatik, ordförråd) och diktens versmått för att därigenom bestämma vid vilken tidpunkt i anglosaxiskans utveckling Beowulf har tillkommit. Osäkerheterna i denna metod antas allmänt vara stora, men det har inte hindrat exempelvis Eugen Einenkel att ange "cirka 725" som tillkomstår. Den andra metoden försöker använda historisk kunskap om världen utanför texten för att bestämma en tillkomsttid: kännedom om samhällets organisation, jämförelse av föremål från uppgrävningar i till exempel Sutton Hoo med beskrivningar i dikten, referenser till historiska händelser som till exempel Hygelacs plundringståg. Tyvärr är kunskapen om denna period ytterst begränsad och dessutom delvis beroende på verk som Beowulf, så att det finns olika tolkningar.
Två fakta är säkra. Sedan Grundtvig identifierade Hygelacs plundringståg som en händelse kring 520, är detta diktens tidigast möjliga datering. Senast möjliga tidpunkt är handskriftens tillkomsttid, någon gång kring 1000, med en osäkerhet på cirka 25 år. Efter mycket lärd debatt kom man på 1900-talet fram till konsensus kring "Bedas tid", början av 700-talet, även om många ansåg att osäkerhetsmarginalerna var större, och några pekade på saker som inte stämde särskilt väl med en så tidig datering.
1981 publicerade Kevin S. Kiernan resultaten av en detaljerad undersökning av manuskriptet. Han hittade spår av strykningar och omtagningar, och hans slutsats var att manuskriptet är en autograf, eller att det tillkommit under upphovsmannens översyn.[källa behövs]
Man har, bland annat på dialektala grunder, bestämt kvädet såsom härrörande från mellersta eller nordöstra England. Det går dock inte, precis som med verkets datering, att säga med säkerhet.

## Handling

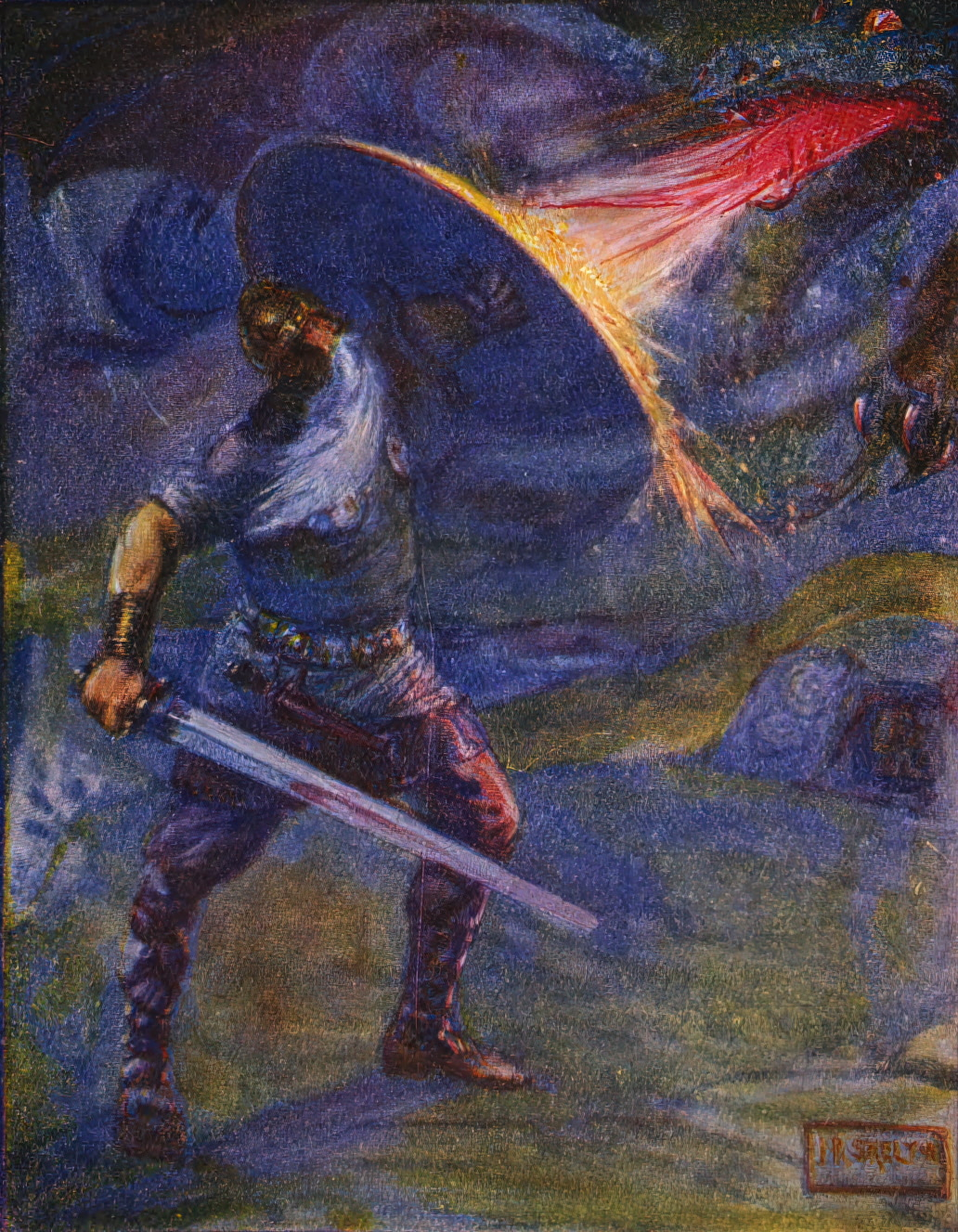
Beowulf slåss mot draken.

Något förenklad är handlingen följande:
Hrothgar är kung i Danmark. Trollet Grendel hemsöker hans nya, stolta kungahall Heorot och dödar hans hirdmän. Hjälten Beowulf anländer till Hrothgars hall med sina 12 kämpar. Det förklaras att Beowulfs far varit vän med kungen, och att Beowulf nu har kommit för att återgälda vänskapen genom att besegra odjuret. Dessutom deklarerar Beowulf att eftersom han hört att monstret inte använder sig av vapen så skall inte heller han själv göra det.
Vid en stor fest förolämpas Beowulf av Unferth, en släkting till kungen, varpå Beowulf genmäler i stolta ordalag. När alla sover ruset av sig efter festen kommer Grendel och anfaller de sovande männen. Beowulf går i närstrid med Grendel och sliter i kampen av honom ena armen. Odjuret ger sig av till sin boning i den närliggande sjön. Armen sätts upp på väggen till hallen. Att Beowulf valt att inte använda sina vapen visade sig vara en lyckträff, för hans män upptäckte i striden att inga vapen bet på Grendel.
Dagen därpå hyllas Beowulf - det är uppenbart att Grendel inte kunnat överleva striden. En skald passar på att dikta ihop en sång där Sigmunds (se Völsungasagan) äventyr jämförs med Beowulfs hjältedåd. Återigen firas det i hallen, och återigen ändar festen i fasa då Grendels (namnlösa) mor dyker upp för att utkräva hämnd. Hon undkommer dock eftersom den store hjälten inte finns i hallen - han har sovit i ett eget hus strax intill.
Nästa dag ger sig en trupp av för att nedstiga i sjön och där försöka göra slut på hemsökelserna, men endast Beowulf vågar nedstiga i vattnet. Nere i trollboningen träffar Beowulf Grendels mor och invid Grendels lik strider de sedan. Till slut segrar hjälten efter diverse turer med förtrollade svärd. Segraren belönas rikligen på nordiskt vis med armringar i guld och höviskt tal. Efter ordentligt firande ger sig Beowulf och de överlevande männen hem över havet.
Här slutar första delen av kvädet. Den andra delen utspelar sig en tid senare.
Beowulf har nu ärvt geaternas kungakrona. Tyvärr är det nu hans tur att bli hemsökt av monster - en drake ödelägger nämligen landet och dödar Beowulfs undersåtar. Kungen och hans tappraste krigare söker upp drakens håla. Beowulf slåss med draken, men striden slutar oavgjort.
Kungen beslutar sig för att bege sig in i hålan och frågar vilka som har modet att följa med honom - endast en vågar, en ung man vid namn Wiglaf. När striden börjar grips även Wiglaf av rädsla och tittar mest på. Beowulf dräper till slut draken, men han har fått sitt banesår. Wiglaf bär ut kungen som, efter att ha uttalat diverse profetior om hur hans folk skall komma att strida mot svearna, avlider. Beowulf läggs i en stor gravhög med drakens skatter, överblickande havet.
Så slutar Beowulf sin bana.

## Debatt, historicitet och kulturell betydelse
Beowulfkvädet brukar betraktas som ett av litteraturhistoriens mest omtvistade verk. Dels gäller detta verkets datering, dels huruvida geaterna skulle vara götar eller något annat folk, dels huruvida dikten består av flera skilda korta berättelser som sammanförts eller ursprungligen var ett helt. Profetiorna i slutet av Beowulfkvädet talar om strider mellan svear och geater, vilket äldre forskning tolkat som upptakten till Götalands förening med Sveariket. Idag aktar sig forskningen för att dra alltför långtgående slutsatser av en huvudsakligen litterär sagodikt. Namnen på kungarna Ohtere, Onela och Eadgils har nordiska motsvarigheter i Ottar, Ale och Adils i den isländska Ynglingasagan och dess förlaga Ynglingatal varför de möjligen är att betrakta som historiska. Identifikationen mellan den geatiske kungen Hygelac och den kung Chlochilaichus som enligt Gregorius av Tours härjade i Friesland cirka 516 är dock allmänt accepterad.[källa behövs]
För nordiskt vidkommande utgör Beowulfkvädet en nästan lika stor skatt som för den engelskspråkiga världen, eftersom det innehåller så mycket stoff från framförallt Danmark men också Sverige. Ingetdera landet har någon jämförbar källa.
Man kan notera att Beowulf är ett kristet verk, åtminstone är den version som överlevt klädd i kristen skrud. Grendel är ett troll – en som står utanför kristenheten – och en ättling till Kain, förklaras det i inledningen, och vilken gud det är som hjälper hjälten står utom tvivel.
Professor Emeritus i arkeologi Bo Gräslund vid Uppsala Universitet hävdar i sin bok Beowulfkvädet: Den nordiska bakgrunden att Beowulf kommer från Gotland. Denna teori tillbakavisas av historikern Dick Harrisson.

## Svenska översättningar
Beowulf har givits ut i tre olika översättningar till svenska: Rudolf Wickbergs (1914), Björn Collinders (1954) och Gunnar D Hanssons (2025).

## Filmatiseringar
Beowulf har filmatiserats åtskilliga gånger. Graham Baker gjorde 1999 en science fictionversion av poemet i Beowulf, medan Sturla Gunnarsson ligger närmare originalet i Beowulf & Grendel från 2005. 2007 skapade Robert Zemeckis en datoranimerad version, Beowulf, som även kunde ses i IMAX-format.